# Lincoln (Kalifornia)
Lincoln – miasto w Stanach Zjednoczonych, w stanie Kalifornia, w hrabstwie Placer. Według spisu ludności przeprowadzonego przez United States Census Bureau, w roku 2010 miasto Lincoln miało 42 819 mieszkańców.